# ویتائوتاس بریدیس
ویتائوتاس بریدیس (انگلیسی: Vytautas Briedis; ۲۷ اوت ۱۹۴۰ – ۲۲ سپتامبر ۲۰۱۹) ورزشکار روئینگ اهل اتحاد جماهیر شوروی سوسیالیستی بود.
وی در مسابقات کشوری و بین‌المللی در مجموع برندهٔ ۳ مدال نقره، ۱ مدال برنز شده‌است.